# 楊雄 (演員)
楊雄（1953年4月25日—），原名楊宗翰，台灣影視演員、健身教練、政治人物，中國國民黨籍。1970年加入演藝圈成為武打演員，1980年代後期開始於綜藝節目 《百戰百勝》扮演紅魔王，得到觀眾的關注，1983年至2019年，曾在永和中正路開設永和健身院。1993年演出電視連續劇《包青天》，飾演張龍一角，一年的收入約有八百萬元新台幣，後來因投資經營健身房而欠下債務，曾於1年間演出十多部成人電影，賺取片酬還債。楊雄於2008年淡出演藝圈轉行從政，曾經當選擔任2006年第8屆中和市民代表、新北市中和區東南里第2、3屆里長。

## 政治經歷
- 2006年，代表中國國民黨首次參選臺北縣中和市民代表會代表，以第3高票當選。[2]
- 2010年，以無黨籍身分參選新北市第五選舉區議員，最終僅以6,627票敗選。
- 2014年，代表中國國民黨參選新北市中和區東南里里長，以739票當選；2018年，以913票成功連任中和東南里里長。直到2022年11月26日，只拿下657票連任失敗。

## 演出作品

### 電視劇
| 播映時間 | 頻道 | 劇名                        | 角色         | 備註                                                                                             |
| 1982年   | 華視 | 《小李飛刀》                | 鐵傳甲       |                                                                                                  |
| 1986年   | 華視 | 《遊俠龍捲風》              | 大力熊       |                                                                                                  |
| 1986年   | 華視 | 《金剛戰神》                | 金剛戰神     | 一具由黃金孔雀城機簧鑄造的鐵甲武士，由一對孔雀戒召喚並同時遁入武士頭部控制室操作，楊雄幕後扮演。 |
| 1993年   | 華視 | 《包青天》                  | 張龍         |                                                                                                  |
| 2000年   | 台視 | 《神仙動員令》              | 楊雄、屠老大 |                                                                                                  |
| 2007年   | 台視 | 《神機妙算劉伯溫-怒犯天條》 | 陳竹         |                                                                                                  |
| 2014年   | 民視 | 《龍飛鳳舞》                | 佐藤大人     | EP154(客串)                                                                                      |

### 電影
| 上映時間 | 片名                       | 角色                     | 導演   | 備註                   |
| 1977年   | 射鵰英雄傳                 | 邱處機                   | 張徹   | 當時楊雄藝名叫：楊爾秋 |
| 1978年   | 《五毒》                   | 捕快                     | 張徹   |                        |
| 1978年   | 《殘缺》                   | 居高峰                   | 張徹   |                        |
| 1978年   | 《南少林與北少林》         | 麥遠                     | 張徹   |                        |
| 1979年   | 《雜技亡命隊》             | 石三天                   | 張徹   |                        |
| 1979年   | 《街市英雄》               | 范天聰                   | 張徹   |                        |
| 1979年   | 《廣東十虎與後五虎》       | 鐵橋三                   | 張徹   |                        |
| 1979年   | 《賣命小子》               | 袁家手下                 | 張徹   |                        |
| 1979年   | 《金臂童》                 | 銅頭客                   | 張徹   |                        |
| 1989年   | 《流氓鬼與女學生》         | 幫派老大                 | 庄胤建 |                        |
| 1990年   | 《新十二生肖》             | 虎肖                     | 趙中興 |                        |
| 1990年   | 《我在死牢的日子》         |                          |        |                        |
| 1991年   | 《火燒島》                 | 大明                     | 朱延平 |                        |
| 1998年   | 《滿清十大酷刑之赤裸凌遲》 | 黃蓮之兄，馬新貽結拜二弟 | 曹建南 |                        |
| 2000年   | 《勝者為王》               | 阿廣                     | 劉偉強 |                        |
| 2019年   | 《瘋狂電視台瘋電影》       | 楊雄                     | 謝念祖 | 客串本人               |

## 廣告代言

### 廣告
| - 199X 十八銅人行氣散 - 2020年－2022年 莊松榮製藥廠加味健步虎潛丸 |

## 外部連結
- 楊雄在香港影庫上的簡介